# Spontaneous Combustion
Spontaneous Combustion (Nederlands: Spontane ontbranding) is aflevering 33 (#302) van Comedy Centrals animatieserie South Park. De aflevering werd in de VS voor het eerst uitgezonden op 14 april 1999.

## Verhaal
Kyle ontdekt dat zijn ouders huwelijksproblemen hebben omdat zijn vader geen erecties kan krijgen. De jongens gaan op zoek naar een erectie, zonder dat ze weten wat het betekent. Ondertussen worden verschillende dorpsbewoners, beginnend met Kenny, getroffen door spontane zelfontbranding, waardoor de dorpelingen de kerk beginnen te bezoeken en burgemeester McDaniels Stans vader Randy, de enige wetenschapper in het dorp, de opdracht geeft de spontane ontbranding te onderzoeken.
De jongens worden door de predikant gevraagd de kruisweg uit te voeren, waarbij Cartman de rol van Jezus op zich neemt. Na uitvoering van het stuk, zetten Kyle en Stan Cartman aan het kruis genageld op een heuvel, met als doel een erectie te krijgen (Stan en Kyle verwarren erectie met resurrectie) voor Kyles vader. Ondertussen ontdekt Randy dat de spontane ontbranding wordt veroorzaakt doordat de slachtoffers geen scheten durven te laten in het bijzijn van hun partner, waarvoor hij de Nobelprijs wint, ten faveure van dr. Mephisto, die een schildpad met zeven paar billen heeft ontwikkeld.
De dorpelingen eren Randy met een standbeeld en krijgen van de burgemeester de opdracht regelmatig scheten te laten, maar als zich een volgende crisis aandient in de vorm van de opwarming van de aarde, wraakt dr. Mephisto zijn verlies door te verkondigen dat dit wordt veroorzaakt door het methaangas dat afkomstig is van de vele winden. Randy krijgt de schuld en zijn Nobelprijs wordt afgenomen. Bovendien wordt hij gedwongen met het standbeeld op zijn nek de aftocht te blazen, terwijl hij wordt gestenigd en zijn vrienden hem niet meer willen kennen. Tussentijds heeft Kyles vader een erectie gekregen, nadat drie jonge vrouwelijke cliënten hem hun lichamen hebben getoond (omdat ze Randy aan willen klagen vanwege hun huidkanker).
Hoewel Randy zich niet met het probleem van de opwarming van de aarde wil moeien, overtuigt Stan hem door te vertellen dat hij wat heeft geleerd van de kruisweg, namelijk dat Jezus zijn daden bleef doen terwijl hij werd verguisd en gehaat door iedereen die hem kende. Volgens Stan toonde hij dit door aan het kruis zijn rechterhand op te steken en te zeggen: 'The needs of the many outweigh the needs of the few' (Vrij vertaald in het Nederlands: 'De wensen van de massa gaan boven de wensen van enkelen'), wat echter een citaat uit The Wrath of Khan (Star Trek) blijkt. Randy verklaart aan de dorpelingen dat ze hun scheten moeten matigen om een balans te krijgen tussen het voorkomen van spontane ontbranding en de opwarming van de aarde. Hij herwint het vertrouwen van de dorpelingen. Kyle en Stan worden zich ervan bewust dat ze Cartman zijn vergeten aan het kruis en hij blijkt uitgemergeld, maar nog steeds in leven te zijn vanwege zijn surplus aan lichaamsvet.

## Thema
Tijdens de episode wordt op meerdere manieren de draak gestoken met religie. Ten eerste het gebed tijdens het afscheid van Kenny, waarin de voorganger bidt voor succes van de Denver Broncos, een American footballteam. Vervolgens de uitvoering van de kruisweg door de jongens en de manier waarop Cartman aan het kruis gespijkerd wordt. De kruisweg wordt nogmaals uitgebeeld, wanneer Randy wordt beschuldigd van de opwarming van de aarde. Hij wordt gedwongen met zijn standbeeld op zijn rug te lopen, terwijl hij gestenigd wordt en Mr. Garrison hem niet meer wil kennen. Daarnaast is er de parodie op het gebruik van schuld door kerkleiders voor het aanmoedigen van kerkbezoek, wanneer de predikant aangeeft dat Kenny niet ontbrand zou zijn wanneer de dorpelingen de kerk vaker hadden bezocht. Religieus schrijver Michel Clasquin schreef bovendien dat de episode de hypocrisie van mensen in het belijden van geloof, door wel naar de kerk te gaan, maar in het dagelijks leven niet te praktiseren, benadrukt. Het voorbeeld hiervan is de opmerking van Randy, die, wanneer Stan vraagt waar hun Bijbel is, zegt dat deze op de zolder, tussen de oude lp's ligt. Bovendien wijst Clasquin op het feit dat mensen religieuze boodschappen regelmatig verwisselen met de boodschappen uit de popcultuur, wat wordt uitgebeeld door het citaat van Stan dat volgens hem door Jezus is uitgesproken, maar uit Star Trek afkomstig blijkt.

## Culturele verwijzingen
- Tweemaal wordt de kruisweg van Jezus uitgebeeld.
- Het citaat van Stan is afkomstig uit The Wrath of Khan van Star Trek, daar uitgesproken door Spock.
- Tijdens het gebed wordt gerefereerd aan de Denver Broncos en twee spelers die daar vertrokken: Neill Smith en Steve Atwater.

## Kenny's dood
Kenny is de eerste die spontaan ontbrandt.

## Ontvangst
De episode werd door Graham Capill, een Nieuw-Zeelandse conservatieve politicus en hoofd van de Christian Heritage Party of New Zealand veroordeeld. Capill voerde op het moment van uitzenden campagne tegen de film South Park: Bigger, Longer & Uncut en nam aanstoot aan de uitbeelding van de kruisweg.
Verschillende recensenten, onder wie die van The Daily Telegraph en USA Today, raadden de episode aan, maar gaven tegelijkertijd een waarschuwing voor het mogelijk aanstootgevende karakter van de aflevering.